# Scolitantides sedi
Scolitantides sedi är en fjärilsart som beskrevs av Fabricius 1781. Scolitantides sedi ingår i släktet Scolitantides och familjen juvelvingar. Inga underarter finns listade.